# 中國東方航空5210號班機空難
中國東方航空5210號班機（CES5210，MU5210）於2004年11月21日從中國內蒙古包頭機場飛往上海虹橋機場。起飛不久後失事墜毀於包头市的南海公园內，并引发爆炸起火，导致機上53名乘客全部罹難並造成地面2人（其中一名保安、一名游客）死亡。此次空难又称11·21空难、包头空难或11·21包头空难。
該班航機於8時20分起飛，比預定時間提早10分鐘，但起飛僅1分鐘後於離機場2公里外的包頭市南海公園失速墜毀。

## 空难客机资料
该飞机为CRJ-200LR，是2002年10月购入的飞机，已飞行5232小时。截止2003年10月底，中国大陆地区航空公司拥有CRJ系列飞机19架。

### 飛航組員
据报导，该次客机机长等机组人员“有多年工作经验”。
- 機長：王品
- 副機長：杨光、易沁炜
- 機艙服務員：黄崇燕、史美棉
- 保安人員：姜朝宏[3]

### 乘客
53名乘客中有52名中國人，1名印尼人，其中不少为上海地区周边居民。其中一人已知为上海复旦复华科技股份有限公司总经理陈苏阳。

## 事发经过
按原定的航线计划，该航班的飞行周期为首日19时05分从上海起飞，21时30分到达包头，次日8时30分从包头起飞返沪。2004年11月21日事故发生当日，有消息指乘客之一的上海复华科技公司总经理陈苏阳因要赶回上海参加当天的会议，曾要求当地机场的东航工作人员提早起飞，在未有得到允许后亲自致电东航上海总公司的高层人士，该人士致电机场后，飞机于8时20分起飞。事后记者会上，东航发言人并未对此事作出肯定或否定。复华公司对此细节则予以否认。
飞机起飞后，有目击者称飞行高度特别低且一侧倾斜，仅在空中盘旋一分钟后就坠入包頭市南海公園，坠落后发生爆炸。事发前，机长的最后遗言是急促的三句：“怎么回事，怎么回事，怎么办？”机身撞到了公园的播音楼，爆炸后的飞机主体部分大多坠入公园湖中。现场散落各种尸体残骸，几乎没有完整的尸体。救援者发现其中两具尸体至死也保持拥抱状态。

## 救援
事发后，离机场最近的包头市消防四中队在4分钟内赶到现场。内蒙古民航机场集团公司的事故调查组于9时30分到达现场，武警也前往现场参与救援，据资料，包头市陆续出动480名公安、130名消防官兵、13辆消防车、250名武警官兵和70名医务人员、12辆救护车、26名潜水员参与救援，南海公园60多名职工也组织了40艘大小船只加入。到当天傍晚时分，搜寻到了54名遇难者的尸体。11月22日下午，飞机的主体残骸已清理完毕，打捞人员用鱼网打捞沉入湖里的死者遗物。
应对灾难发生，东航云南公司成立应急处置小组，于事发当日中午乘专机赶往包头。民航总局、安监局带领事故调查组于下午抵达。
另一方面，当时的中国交通部派遣当年参加过5·7空難救捞工作的技术员及潜水员于11月22日二十人到达现场，参与打捞黑匣子工作。至24日，第一个黑匣子被成功打捞。打捞工作于24日晚结束。

## 死亡人数
机上包括乘客和机组成员的53人，以及事发现场的两名地面人员罹难。地面两人中其中一人为南海公园的临时工，另一人为在公园晨练的老太太。
本次空難曾是當時龐巴迪CRJ系列（包括CRJ100/200和CRJ700/900/1000）死亡人數最多的空難，直到2025年1月29日被美鷹航空5342號班機（由龐巴迪CRJ701ER執飛）超越。

## 事后处理
由于这次空难发生在美国西北航空3701号班机空难一个月后，而且两次空难的机型均为庞巴迪CRJ-200，故在空难发生后，中国民航总局要求全国的庞巴迪CRJ系列飞机停飞进行全面检查，尽管这些飞机并未查出安全问题，但复飞后上座率大幅度下降。
遇难副驾驶员易沁炜的母亲称，空难发生55分钟后，有人通过柜员机从易沁炜的工资卡上取钱，几天内共取走22700元人民币。由于易沁炜的身份证也没有找到，对方可能是通过身份证推断出密码。然而无法确定工资卡被人拿走是在飞机起飞前还是空难发生后。
2005年5月26日，中國民用航空總局局長楊元元公佈意外原因是人為錯誤：飛航組員並未有執行除冰程序和起飛前檢查，機身及操控面積聚的冰雪令飛機升力大減，導致航機起飛後迅即墜毀。中国民航当局2005年指出，因机翼结冰使飞机性能恶化，起飞后即失速坠落。根据国家安监总局调查，认定包头空难事故系责任事故，东航总经理罗朝庚、董事长李丰华等12名责任人分别受到党纪、政纪处分。
事发8年后的2012年，事故调查报告仍没有正式公布。2012年10月9日召开的空难索赔案件审判案中，原告律师要求公布包头空难原因经过的详细调查报告，并在全国性报纸、电视台和网站等媒体上向遇难者家属道歉。

## 后续法律纠纷
事后，陈苏阳的妻子向北京市第二中级人民法院提起行政诉讼，控告中国民航总局行政不作为，要求修改法律提高国内航空运输承运人的赔偿限额。
事后，东方航空公司根据1993年中国国务院颁布的《国内航空运输旅客身体损害赔偿暂行规定》提出每人21.1万元人民币的赔偿标准，但大部分遇难者家属对金额及航空公司的认错态度感到不满。2005年10月，32名遇难者家属在美国加利福尼亚州洛杉矶郡高级法院提出诉讼，将中国东方航空公司、飞机制造商加拿大庞巴迪公司及飞机发动机制造商美国通用电气公司三家公司列为被告。
在法庭调解下，三家被告公司同意赔偿遇难者家属总额1175万美元。2007年1月6日，30位罹难者家属以及他们的律师在北京签订文件，32位罹难者的家属平均所获赔偿大概是400万元人民币。但东方航空公司之后突然拒绝履行协议，并向美国方面法院提出解散该案的请求。2007年7月5日，洛杉矶高等法院发出《诉讼程序中止令》，将案件交由中国法庭审理。
在2007年至2008年期间，郝俊波三次向北京市第二中级人民法院申请立案均失败。直到2009年8月10日，北京市第二中级人民法院才正式受理此案并出具受理案件通知书，但到了2011年10月25日，法院才组织证据交换见面会。在此期间，被告的诉求不断增加，除了赔偿金额的增大外，还包括建立纪念碑、公开道歉等的要求。2012年10月10日，该案正式开庭，庭上的争议内容之一为原来的21.1万元是不是最终赔偿。索赔金额上升至1.32亿，被告的东航的代表律师甚至否认曾在美国签订过和解协议，当场被原告律师驳回。

## 類似事件
- 佛羅里達航空90號班機空難
- 安大略航空1363號班機空難
- 聯合航空快運2415號班機空難
- 全美航空405号班机空难